# Poezja barska
Poezja barska (1768-1772) – nurt w polskiej literaturze XVIII wieku o charakterze okolicznościowym, jest literackim wyrazem postulatów i poglądów polityczno-obyczajowych konfederatów barskich, walczących od 1768 roku do I rozbioru Polski z interwencją rosyjską i popierającym ją obozem królewskim oraz reformami społeczno-gospodarczymi.

## Tło historyczne
W II połowie lat 60., po zaprzysiężeniu Stanisława Augusta na króla (1764), wśród polskiej szlachty, przerażonej wizją gruntownych reform i osłabienia jej pozycji politycznej, zrodziły się nastroje antydworskie. Wspierały je, zaniepokojone dążeniem do usamodzielnienia się państwa polskiego, kraje ościenne, które rozpoczęły akcje podsycające nieufność do króla.
W 1766 roku, w czasie tzw. Sejmu Czaplica, poseł rosyjski
Nikołaj Repnin, z góry znając reakcję Sejmu, zażądał od Stanisława Augusta przeprowadzenia ustawy o równouprawnieniu dysydentów (tj. innowierców). Katolicka szlachta ostro zaprotestowała i zarzuciła królowi zdradę polskich ideałów i tradycji. Rok później masy szlacheckie, sprowokowane przez Repnina, wystąpiły przeciw królowi, tworząc w Radomiu konfederację. W 1767 roku, na sejmie repninowskim, Rosjanie przeforsowali zatwierdzenie ustroju Rzeczypospolitej, którego gwarantką została Katarzyna II – Polska stała się formalnie rosyjskim protektoratem.
W lutym 1768 roku w Barze została zawiązana konfederacja – "ostatni zryw starej sarmackiej Polski".

## Charakterystyka twórczości
Utwory barskie są prostą kontynuacją siedemnastowiecznej poezji barokowej. Nurt literatury barokowej w swoim oryginalnym kształcie sięgnął w głąb Oświecenia, żywotny był zwłaszcza na prowincji. I właśnie poezja barska oraz twórczość Konstancji z Ryków Benisławskiej (1776, Pieśni sobie śpiewane) są nazywane ostatnim tchnieniem poezji baroku, później, kiedy dominantą w literaturze polskiej stanie się klasycyzm, już nie znajdziemy tak wyraźnych przykładów literatury przedoświeceniowej.
W poezjach barskich przeważała tematyka religijna i wojenna, bardzo często metaforyka religijna przenoszona była do tekstów o tematyce militarystycznej. Podkreślenie emocjonalności i patosu, a także wyraźnie zarysowana strona ideologiczna (fanatyzm religijny, nienawiść do dysydentów i króla) sprawiają, że utwory tego nurtu można nazwać wierszowaną publicystyką. Pisali je (w rękopisach lub silva rerach) najczęściej amatorzy. Ogromna część wierszy barskich jest anonimowa.

## Rola whistorii polskiej literatury
Poezja barska była właściwie jedynym nurtem w polskiej poezji w latach 1768–1772. W tym czasie aktywność dworu wyraźnie przygasła. Wprawdzie Monitor wychodził dalej, ale wraz z upadkiem reform stracił swoją bojowość i ograniczał się do rozważań na tematy obyczajowe, a założone w 1770 roku Zabawy Przyjemne i Pożyteczne wówczas były jeszcze pismem elitarnym, niemającym dużego nakładu. Dodatkowo w marcu 1767 roku król zlikwidował teatr – ostatnią ostoję kultury dworskiej.
Nurt poezji barskiej jest istotny w rozważaniach historycznoliterackich nie ze względu na jakość wydanych utworów (większość historyków literatury mówi o niej wprost – grafomańska), ale dlatego, iż ze względu na masowość i charakter, odegrał istotną rolę w rozwoju kultury i literatury wieku XVIII. Ponadto został uznany za jeden z ostatnich przejawów formacji zwanej sarmatyzmem.
Współcześnie tradycje poezji konfederackiej kontynuuje Jacek Kowalski.

## Poezja barska aromantyzm
To właśnie poeci romantyczni odkryli i spopularyzowali poezję barską. Była przedmiotem zachwytu zarówno Mickiewicza, jak i Słowackiego. Obaj doceniali prostotę jej wypowiedzi, patriotyczny charakter, emocjonalność i uczuciowość oraz podkreślali pojawiającą się często w tych utworach profetyczną wizję zagłady kraju. Według nich legenda Baru powstała na gruncie antyoświeceniowego buntu i była reakcją elementów narodowych przeciwstawiających się naporowi cudzoziemszczyzny na rodzimą tradycję i polski ustrój. W wykładach paryskich Mickiewicz cytował najwybitniejszy jego zdaniem utwór tamtego okresu – Stawam na placu...  anonimowego autora. Wiersz ten został później sparafrazowany przez Słowackiego w Księdzu Marku.
Stawam na placu z Boga ordynansu,
Rangę porzucam dla nieba wakansu
Dla wolności ginę – wiary swej nie minę
Ten jest mój azard.
Krzyż mi jest tarczą, a zbawienie łupem,
W marszu zostaję, choć upadnę trupem
Nie zważam, bo w boju – dla duszy pokoju
Szukam w ojczyźnie (...)
Ks. Marek Jandołowicz – konfederat barski – według tradycji jest autorem "Wieszczby dla Polski" albo "Proroctwa ks. Marka"(Profecja ks. Marka), napisanej w 1763 lub 1767. W tym prekursorskim, mesjanistycznym wierszu, przepowiedziane są klęski dla Polski, z których odrodzi się ona, jak Feniks z popiołów, by stać się ozdobą Europy. Adam Mickiewicz w wykładach zaznaczył, że w tym utworze zawarte jest posłannictwo Polski dla Europy. Postać ks. Jandołowicza stała się natchnieniem dla literatury romantycznej